# Vestre Fluholmen
Vestre Fluholmen est une île norvégienne dans le comté de Hordaland. Elle appartient administrativement à Austevoll.

## Géographie
Rocheuse et désertique à l'exception d'une légère végétation, composée d'îlots épars, elle s'étend sur environ 205 m de longueur pour une largeur approximative de 99 m.